# Суб'яко
Суб'яко (італ. Subiaco) — муніципалітет в Італії, у регіоні Лаціо, метрополійне місто Рим-Столиця.
Суб'яко розташований на відстані близько 55 км на схід від Рима.
Населення — 9146 осіб (2014).
Щорічний фестиваль відбувається 21 березня. Покровитель — San Benedetto.

## Демографія
Населення за роками:

Станом на 1 січня 2023 року в муніципалітеті офіційно проживало 617 іноземців з 50 країн, серед них 349 громадян країн Євросоюзу та 11 громадян України.

## Уродженці
- Джина Лоллобриджида (*1927) — італійська акторка, фотожурналістка і скульпторка
- Франческо Граціані (*1952) — відомий у минулому італійський футболіст, нападник.

## Сусідні муніципалітети
- Аффіле
- Агоста
- Арчинаццо-Романо
- Камерата-Нуова
- Кантерано
- Червара-ді-Рома
- Єнне
- Рокка-Санто-Стефано
- Валлеп'єтра